# 陳浩天
陳浩天（アンディ・チャン、英語: Andy Chan Ho-tin、1990年9月6日 - ）は、香港の本土派政治活動家で、元香港民族党召集人、香港独立運動の支持者である。彼は2016年香港立法会選挙の新界西選挙区に立候補したが、香港独立を支持する立場を理由に、選挙主任の羅應祺によって立候補資格を取り消された。
陳は雨傘運動後に政治活動に関わり始め、その中で香港独立の理念を抱くようになった。彼の政治理念は、従来の泛民主派各組織とは異なっていた。その後、在学中の香港理工大学で専上学生連会からの脱退運動を推進。工学と経営学の二重学位を取得後、就職を辞めて香港民族党を創立したが、この党は2018年9月に香港特別行政区政府保安局により取締られた。

## 早年期
陳浩天はイギリス領香港に生まれ、イギリス国民（海外）の身分を有し、香港大埔で育った。中学は迦密柏雨中学に入学し、その後香港紅卍字会大埔卍慈中学で予科課程を修了し、香港理工大学工学部に進学して工学と経営学の二重学位を専攻した。彼は一時期宣教師になることも考えており、大学在学中の目標は卒業後に大企業へ入り管理職候補生になることだった。在学中には、スウェーデンウプサラ大学や中国上海交通大学に交換留学している。
陳は当初、政治にはあまり熱心ではなく、不満な政策があっても政治活動に関わらなかった。また泛民主派が参加する七一大遊行やビクトリア・パーク六四キャンドル集会などの伝統的活動にも参加していなかった。彼が初めて参加した政治活動は、2014年の雨傘革命で、市民広場奪還行動で香港政府本部に突入した香港専上学生連会や学民思潮メンバーを支援することだった。それ以降、彼は毎日さまざまな雨傘運動占拠区に姿を現すようになった。
陳は、雨傘革命中に学連の退場判断に反対したことをきっかけに香港独立の考えを持つようになったと主張している。彼は香港政制改革は中華人民共和国中央人民政府に働きかけなければならず、権力は香港政府にはないと考え、香港と中国本土の関係は植民地と宗主国の関係であると認識し、そのため香港独立を追求すべきだと考えるようになった。

## 政治経歴

### 初期の活動
陳浩天は、雨傘革命の占拠区に集まっている人々は、単に集まっているだけで政府に対して行動を起こしておらず、したがって政制改革を勝ち取ることは不可能だと考えていた。そのため、彼は行動グループを組織・参加し、政府への直接的な衝撃行動を行った。こうした行為は占拠区の民主派による警備係から「運動に不利益をもたらす」と見なされ、香港警察と共に制止された。
その間、彼は政治討論団体「常識」を組織し、旺角歩行者専用道で定期的に公開演説を行ったほか、熱普城傘下のインターネットラジオ局MyRadioで番組を担当した。
陳浩天は、革命の失敗は学聯などの組織の指揮の誤りによるものだと強く不満を抱き、民主派の政治家たちにも失望した。
陳浩天は、香港と中国本土は明確に分離されるべきだと確信した後、香港理工大学に戻って理工大学学生会の学聯脱退関心グループを組織した。
理大の学聯脱退は当初あまり期待されていなかったが、彼は諦めず投票日には積極的に票を呼びかけた。その後、投票は脱退賛成で可決されたが、学聯の理大代表賴偉健は「投票は規定通り7日前に告知されておらず無効だ」と主張し、その結果、脱退の実施は半年以上遅れ、審理が始まった。最終的に、仲議会は住民投票を有効と判断し、理工大学学生会は投票からほぼ1年後に正式に香港専上学生連会を脱退した。

### 香港民族党の創立
理工大学を卒業後、陳浩天は工学会社に勤務したが、その後仕事を辞め、全力で社会運動に身を投じた。そして香港独立を推進する香港民族党を組織し、同党は香港の「民族自決」を主張し、香港独立を目標として掲げた。また、泛民主派とは袂を分かった。
創党記者会見は2016年3月28日に開催され、直ちに香港律政司および中国国務院香港マカオ事務弁公室から、「香港基本法」違反との批判を受けた。さらに、中国共産党傘下の『環球時報』は「猖狂全球無双」という見出しで、民族党は同時に「中華人民共和国憲法」にも違反していると指摘した。
香港には港独組織を取締・禁止する法律は存在しないが、香港政府の公司登録処は政治的理由を理由に民族党の登録を拒否した。さらに香港の銀行も民族党の口座開設を拒み、当時の立法会議員楊岳橋および何秀蘭は政府の対応に疑問を呈した。
陳浩天は、民族党は数十名の会員を有すると述べたが、創党後しばらくの間は彼と報道官の周浩輝しか姿を見せなかった。彼はこの点に関する疑問を反論し、民族党は伝統的政党のように集会する必要はないと主張した。また、創党時から香港立法会選挙への出馬を積極的に検討していることを表明し、その後新界西選区の地区直選議席に立候補した。

### 被剥奪された立法会立候補資格

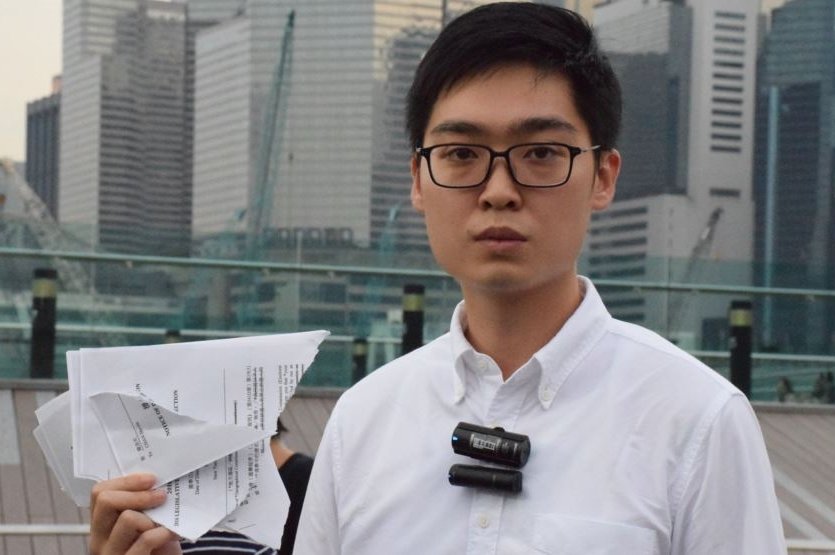
陳浩天が添馬公園で立候補通知書を破る

2016年7月18日、陳浩天は選挙補佐と共に葵興政府合同庁舎に赴き、2016年香港立法会選挙の立候補届を提出し、正式に新界西地方選挙区の議席を争うこととなった。彼は、新たに追加された確認書には法的根拠がないと考え、署名を拒否した。7月25日、新界西選挙区選挙主任羅応祺から「香港独立を引き続き主張し推進するかどうか」を問うメールを受け取った。
7月30日、羅応祺は陳の立候補届を無効と裁定した。羅は、陳が香港独立を宣伝し、香港基本法に違反し立法会条例の規定に適合しないと判断した。これは香港史上初めて、同条例に基づいて立候補資格を剥奪された事例となった。陳は同日、添馬公園で記者と会い、その場で立候補通知書を破り、選挙請願や司法審査を検討すると表明した。
陳は香港政府が自らの立法会立候補を妨害したことに抗議し、8月5日夜、添馬公園で史上初となる香港独立を主張する集会を開催した。この集会で陳は選挙活動を続行すると明言し、民族党の目標は与党となることであり、独立派が引き続き発展することを望むと述べた。
2016年立法会選挙の結果が『香港政府憲報』で公布された後、陳は9月9日、香港高等法院に選挙請願を提出し、法律援助署が法律援助を認めるか否かに関わらず訴訟を進めると述べた。同時に、郭卓堅ら新界西の有権者も高等法院に政府の裁定を司法審査するよう求めた。しかし、法律援助署は陳への援助を拒否し、裁判所は陳の求めに応じて審理開始を2017年5月まで延期することを認めた。
2018年2月13日、高等法院の區慶祥判事は陳浩天の敗訴を言い渡した。區は判決文で、選挙主任は資料を引用して候補者が法定要件を満たすか否かを判断する権限があると指摘した。

### 選挙後
陳浩天は立法会の立候補権を剥奪された後も、引き続き香港民族党の活動に従事し、その中には民族党の政治的立場や政策の宣伝も含まれていた。また、ドイツなどの外国政府の人権担当者と会談も行った。2016年10月には、ドイツ駐香港総領事館の招待を受けてドイツ統一記念日の祝賀会に出席した。2016年12月には陳浩天と周浩輝が台湾に渡り、世界人権デーの記念行事で講演を行い、帰港前に統一派組織である中華愛国同心会のメンバーに襲撃された。
陳は中学校で香港独立運動の宣伝に力を入れ、「政治啓蒙計画」を推進した。これは学生たちに校内で宣伝物を配布し、港独の理念を説明させたり、さらには会を組織させたりするものである。さらに民族党のメンバーを率いて各中学校の前で党や港独の宣伝物を配布し、学生の会員獲得にも努めた。2016年9月19日時点で約80校から100名超の中学生がこの計画に参加していると語り、あくまで学生の自発的な行動への支援であり、介入はしないとしている。
香港警察は香港民族党が香港独立を唱え、中国本土に対する敵意を煽っていることを理由に、2018年7月に当時の保安局長官李家超に対して民族党の活動禁止を提案した。陳は、民族党がビラ配り、スローガンの叫び、演説といった平和的な手段で活動しているのは言論の自由の一部であり、暴力を扇動していない民族党を禁止するのは言論弾圧だと主張した。しかし警察側の資料では陳が2016年旺角騒乱の暴動罪で起訴された者を支持したことを挙げ、民族党の非暴力主張は真の意図ではないとした。結果として李家超は2018年9月24日に香港民族党の活動禁止を官報で告示した。

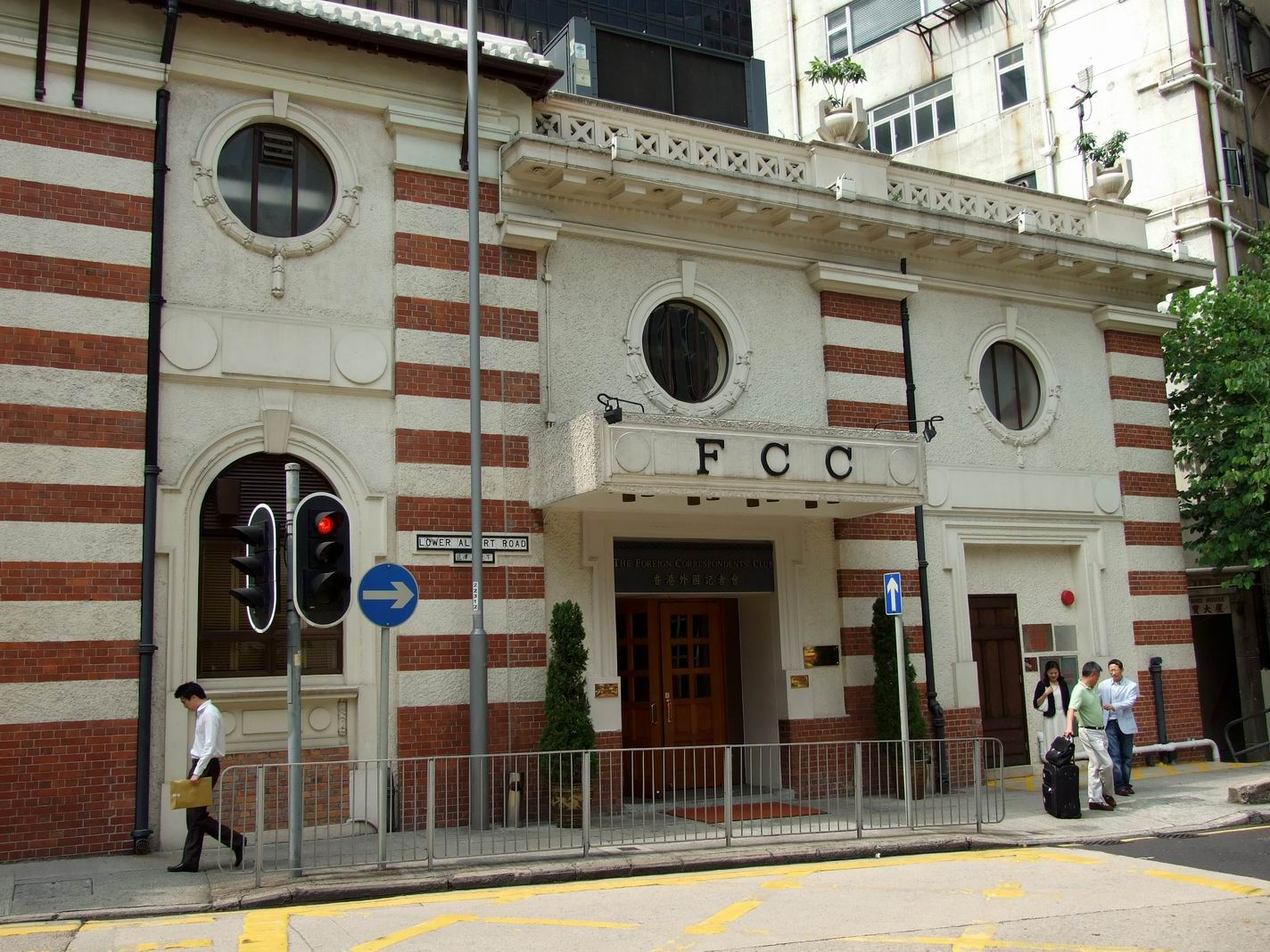
「香港民族主義：一份政治不正確的香港指南」が香港外国記者クラブで発表された様子

民族党は最終的に活動を停止したが、陳は香港独立派の中で依然として影響力を持っている。香港外国記者クラブは2018年8月14日に彼を招き、「香港民族主義：一份政治不正確的香港指南」と題した講演を開催した。陳はこの講演で、独立を勝ち取ってこそ真の民主主義が実現できると強調した。その後、香港特別行政区政府は記者会副主席であった馬凱の就労ビザの更新を拒否し、馬凱は2018年9月8日に香港への入境も拒否された。当時の行政長官林鄭月娥は理由の説明を拒み続けたが、多くは馬凱が陳の講演を主催したことに関連すると見なしている。市民の圧力により入境事務処は9月9日に拒否は言論弾圧とは関係ないと声明を出した。

### 反修例運動時期
反逃亡犯条例改正案運動が勃発した後、陳浩天は国際的な場で積極的に世論を喚起した。2019年二十カ国・地域（G20）大阪サミットの開催期間中、陳浩天は日本大阪へ赴き、自由インド太平洋連盟の反中国共産党活動に参加し、各国に対して中港矛盾（香港問題）を真剣に受け止めるよう求めた。入国時には国境管理官に約4時間拘留され、その後釈放されたが、日本滞在中は監視も受けた。
2019年8月1日夜、香港警察は火炭協力工業大廈での捜査により、ガソリン爆弾、原材料、弓矢、大麻成分を含む精油などを隠匿した倉庫を摘発し、陳浩天を含む7名の男性と1名の女性を逮捕した。罪状は攻撃的な武器の所持、無許可の爆発物所持、無許可の毒薬（薬剤業及び毒薬条例第一部）販売などに及ぶ。この知らせを聞いた100人以上の市民は雨の中沙田警署を包囲し、逮捕者への支援を示した。翌日午後、陳は警察に連行され水泉澳邨清泉楼の自宅で捜索を受けた際、出入り時に「白色恐怖を恐れず！拘束されても怖くない！（広東語白話文原文：「唔使驚白色恐怖！唔使擔心俾人拉！」）」と「香港人、頑張れ！」と叫んだ。
また、陳は様々な地域の独立運動に意見を行った。2019年12月4日、琉球独立運動に反対する沖縄の学者仲村覚が主催したオンラインイベントで、陳は沖縄独立の主張や観点を理解できると述べたが、中共の意見は信用すべきでないとした。また、この発言は沖縄県で「今日の香港、明日の台湾、明後日の沖縄」というスローガンにもつながった。
さらに、2019年12月22日にはウイグル人権擁護集会に参加して演説を行い、中国中央人民政府が噶厦と締結した《十七か条協定》を遵守していないことを挙げて、中国政府は信用できず、植民地主義的に香港を統治していると主張し、香港独立の立場を改めて表明した。

## 個人生活
両親が離婚している陳浩天は、母親と妹とともに2015年に香港沙田区の水泉澳邨清泉楼に引っ越して住んでいる。陳と母はしばしば異性の友人を家に泊めていたため、妹は彼氏の家に移って暮らしている。陳は2018年中に一時的に彼女と大圍の村屋に引っ越したが、2019年8月の逮捕前には水泉澳邨に戻っていた。

## 参考資料
1. ↑  “陳揸BNO 避答財源細節”. 文匯報. (2018年8月15日).  オリジナルの2019年7月9日時点におけるアーカイブ。 2019年7月9日閲覧。 {{cite news}}: 不明な引数|dead-url=は無視されます。（もしかして：|url-status=） (説明)⚠
2. 1 2 3 4 5 6 7 8 9 10 11  “【政壇傻瓜？（一）】由典型香港仔到擔起港獨旗幟，陳浩天：你當我戇居啦”.  関鍵評論網 (2016年7月4日). 2016年8月7日時点のオリジナルよりアーカイブ。2016年8月7日閲覧。
3. 1 2 3  “丟掉雨傘 香港獨立？——香港民族黨召集人陳浩天專訪 (二之一)”.  本土新聞 (2016年5月12日). 2017年2月11日時点のオリジナルよりアーカイブ。2016年8月7日閲覧。
4. 1 2 3  在晴朗的一天出發，雷霆881，2016-04-12
5. ↑  “「常識 Common Sense」 Facebook專頁”. 2017年3月12日時点のオリジナルよりアーカイブ。2016年11月12日閲覧。
6. ↑  Benny Kwok (2016年3月29日). “香港民族黨：港獨是歷史之必然”. 港報.  オリジナルの2016年11月13日時点におけるアーカイブ。 2016年11月12日閲覧。 {{cite news}}: 不明な引数|dead-url=は無視されます。（もしかして：|url-status=） (説明)⚠
7. ↑  “香港民族是一個反殖共同體——香港民族黨召集人陳浩天專訪 (二之二)”.  本土新聞 (2016年5月13日). 2016年5月25日時点のオリジナルよりアーカイブ。2016年8月7日閲覧。
8. ↑  “陳浩天理大畢業 曾為退聯召集人”.  端傳媒 (2016年3月29日). 2016年4月20日時点のオリジナルよりアーカイブ。2016年4月6日閲覧。
9. ↑  “理大退聯無期 關注組抨仲議會失職”.  星島日報 (2015年11月18日). 2016年3月7日時点のオリジナルよりアーカイブ。2016年8月7日閲覧。
10. ↑  “仲議會拖延公布上訴結果理大退聯受阻”.   東方日報 (2015年11月17日). 2017年3月5日時点のオリジナルよりアーカイブ。2016年8月7日閲覧。
11. ↑  “理大退聯延宕一年”.  文匯報 (2016年3月30日). 2016年9月11日時点のオリジナルよりアーカイブ。2016年8月7日閲覧。
12. 1 2 3  “港澳弁：港独は違法で違憲　律政司:密接に注視　必要に応じて適切な行動を取る”.   香港01 (2016年3月30日). 2020年8月27日時点のオリジナルよりアーカイブ。2016年4月25日閲覧。
13. 1 2 3  “香港民族党成立 共和国建設を提唱 立法会選に候補者擁立予定　泛民主派とは無用な争いをしない方針”.  明報 (2016年3月28日). 2016年3月30日時点のオリジナルよりアーカイブ。2016年3月28日閲覧。
14. ↑  “『環時』が香港民族党を批判：港独が建党を宣布　猖狂全球無双”.  香港01 (2016年3月30日). 2020年8月27日時点のオリジナルよりアーカイブ。2016年4月25日閲覧。
15. ↑  “社説：「港独」が建党を宣布、猖狂全球無双”.  環球時報 (2016年3月30日). 2016年4月3日時点のオリジナルよりアーカイブ。2016年3月31日閲覧。
16. ↑  “林鄭が「追撃」を継続：港独言論を非難　袁国強は調査を検討　弁護士らは違法性を疑問視”.  蘋果日報 (2016年4月2日). 2016年4月4日時点のオリジナルよりアーカイブ。2016年8月7日閲覧。
17. ↑  “香港民族党 陳浩天：将来香港で武装革命が起こる可能性を排除せず”.   立場新聞 (2016年4月18日). 2016年9月17日時点のオリジナルよりアーカイブ。2016年8月7日閲覧。
18. 1 2  “【立会選挙】陳浩天が新界西に立候補　確認書に署名せず　香港独立を引き続き宣伝”.   明報 (2016年7月18日). 2016年8月20日時点のオリジナルよりアーカイブ。2016年8月7日閲覧。
19. ↑  “【香港民族党が選挙主任から受け取ったメールの詳細】”. 香港民族党.  Facebook (2016年7月25日). 2017年3月12日時点のオリジナルよりアーカイブ。2016年8月7日閲覧。
20. ↑  “香港民族党の陳浩天が選挙管理委員会により立法会立候補資格を取消”.  端伝媒 (2016年7月30日). 2016年8月22日時点のオリジナルよりアーカイブ。2016年8月7日閲覧。
21. ↑  “無綫新聞：陳浩天、立候補資格取消　選挙請願や司法審査を検討”.  無綫新聞 (2016年7月30日). 2016年7月31日時点のオリジナルよりアーカイブ。2016年7月31日閲覧。
22. 1 2  立場新聞 (2016年8月5日). “民族党・香港独立集会　1万人超が参加　梁天琦「香港の主権を奪還するためには革命に流血は避けられない、政府に仁義道徳を語るな」”. 2016年8月8日時点のオリジナルよりアーカイブ。2016年8月7日閲覧。
23. ↑  “陳浩天、立候補禁止に対し選挙請願提出”.  蘋果日報 (2016年9月10日). 2016年9月10日時点のオリジナルよりアーカイブ。2016年9月19日閲覧。
24. ↑  “長洲の司法審査王：「新東」の有権者は梁天琦に投票できなかったことを司法審査すべき”.  立場新聞 (2016年10月14日). 2016年10月28日時点のオリジナルよりアーカイブ。2016年10月28日閲覧。
25. ↑  “陳浩天、法援上訴のため選挙請願を延期　裁判所は翌年5月審理開始を認可”.  香港01 (2016年11月18日). 2017年3月5日時点のオリジナルよりアーカイブ。2016年11月21日閲覧。
26. ↑  “陳浩天、選挙請願で敗訴　政治的選別の権限を認める　判事「選挙主任は基本法を擁護しているか判断できる」”.  明報 (2018年2月14日). 2018年2月18日時点のオリジナルよりアーカイブ。2018年2月17日閲覧。
27. ↑  “立法会立候補を選挙主任によりDQ　陳浩天、選挙請願で敗訴　判事・區慶祥が解釈を引用”. 立場新聞. (2018年2月13日).  オリジナルの2019年8月18日時点におけるアーカイブ。 2019年11月5日閲覧。 {{cite news}}: 不明な引数|dead-url=は無視されます。（もしかして：|url-status=） (説明)⚠
28. ↑  “香港民族黨執政藍圖”.  新傳網 (2016年9月4日). 2017年3月5日時点のオリジナルよりアーカイブ。2016年9月19日閲覧。
29. ↑  “香港立法会选举受到欧洲社会及媒体广泛的关注”.  自由亚洲电台 (2016年9月7日). 2016年9月19日時点のオリジナルよりアーカイブ。2016年9月19日閲覧。
30. ↑  “德「統一」酒會 赫見「獨人」”.  文匯報 (2016年10月8日). 2016年10月14日時点のオリジナルよりアーカイブ。2016年10月23日閲覧。
31. ↑  “【撐港獨？】德領事館請陳浩天慶統一 文匯報酸到出汁”.  蘋果日報 (2016年10月8日). 2016年10月23日時点のオリジナルよりアーカイブ。2016年10月23日閲覧。
32. ↑  “受陳澄波遺言感動 港獨陳浩天：不用怕中國，我都不怕”. 民報 (2016年12月10日). 2017年6月28日時点のオリジナルよりアーカイブ。2020年8月27日閲覧。
33. ↑  “民族黨陳浩天周浩輝台灣遇襲　被罵「搞港獨台獨」、「漢奸賣國」 (08:44)”. 明報 (2016年12月13日). 2020年8月27日閲覧。
34. ↑  “「政治啟蒙計劃」助中學生宣揚港獨　民族黨：已聯絡32間中學學生”.  立場新聞 (2016年8月25日). 2017年3月5日時点のオリジナルよりアーカイブ。2016年9月19日閲覧。
35. 1 2 3  “民族黨：80中學入「啟蒙計劃」 校長斥「向細路埋手不道德」”.  明報 (2016年9月20日). 2016年9月20日時点のオリジナルよりアーカイブ。2016年9月20日閲覧。
36. ↑  “香港民族黨油麻地學校區派「港獨」傳單”.  星島日報 (2016年9月19日). 2016年9月19日時点のオリジナルよりアーカイブ。2016年9月19日閲覧。
37. 1 2  “【民族黨面臨取締】保安局警方近千頁指控文件全曝光：陳浩天等人妨害國家公眾安全　須取締保他人權利”.   明報 (2018年7月18日). 2020年6月8日閲覧。
38. 1 2  “挑戰港獨「紅線」的陳浩天：我沒有鼓吹暴力”.   英國廣播公司新聞 (2018年7月19日). 2019年9月17日時点のオリジナルよりアーカイブ。2020年6月8日閲覧。
39. ↑  李家超 (2018-09-24). “社團條例”. 憲報 (香港特別行政區政府) 22 (44).  オリジナルの2019-08-15時点におけるアーカイブ。 2020年5月28日閲覧。.
40. ↑  “「港獨」組織民族黨遭禁止運作：言論自由與國家安全之爭”.   英國廣播公司新聞 (2018年9月24日). 2019年7月3日時点のオリジナルよりアーカイブ。2020年6月8日閲覧。
41. ↑  “「港獨」陳浩天爭議中演講 批評者目標何在”.   英國廣播公司新聞 (2018年8月14日). 2019年7月3日時点のオリジナルよりアーカイブ。2020年6月8日閲覧。
42. 1 2  “林鄭：依法處理符國際慣例”.   大公報 (2018年10月10日). 2020年6月9日時点のオリジナルよりアーカイブ。2020年6月8日閲覧。
43. 1 2  “報復邀請陳浩天演說香港拒續外國記者會副主席工作簽證”.   法國國際廣播電台 (2018年10月6日). 2020年6月9日時点のオリジナルよりアーカイブ。2020年6月8日閲覧。
44. 1 2  “馬凱被拒入境香港　政府指無關言論自由”.   東方日報 (2018年11月9日). 2018年11月16日時点のオリジナルよりアーカイブ。2020年6月8日閲覧。
45. 1 2  “【大阪 G20】陳浩天赴日晤國際傳媒　籲各國制裁中港　凍結侵人權港官離岸資產”. 立場新聞. (2019年6月28日).  オリジナルの2019年8月14日時点におけるアーカイブ。 2019年8月9日閲覧。 {{cite news}}: 不明な引数|dead-url=は無視されます。（もしかして：|url-status=） (説明)⚠
46. ↑  “G20開幕 數百人圍律政中心 港人大阪示威”. 晴報. (2019年6月28日).  オリジナルの2019年7月4日時点におけるアーカイブ。 2019年7月4日閲覧。 {{cite news}}: 不明な引数|dead-url=は無視されます。（もしかして：|url-status=） (説明)⚠
47. 1 2  “過百市民包圍馬鞍山警署 防暴警到場清場”. 蘋果日報. (2019年8月2日).  オリジナルの2019年8月1日時点におけるアーカイブ。 2019年8月2日閲覧。 {{cite news}}: 不明な引数|dead-url=は無視されます。（もしかして：|url-status=） (説明)⚠
48. ↑  “被警押至水泉澳邨寓所搜證 陳浩天高呼「香港人加油」”. 巴士的報. (2019年8月2日).  オリジナルの2019年9月18日時点におけるアーカイブ。 2019年8月4日閲覧。 {{cite news}}: 不明な引数|dead-url=は無視されます。（もしかして：|url-status=） (説明)⚠
49. 1 2 3  “陳浩天被警押回水泉澳邨寓所搜證”. 星島日報. (2019年8月2日).  オリジナルの2019年8月6日時点におけるアーカイブ。 2019年8月6日閲覧。 {{cite news}}: 不明な引数|dead-url=は無視されます。（もしかして：|url-status=） (説明)⚠
50. ↑  “『香港から沖縄県民への命懸けのメッセージー香港民族党 招集人アンディ・チャン氏「中国共産党を信じないで！」』仲村覚 AJER2019.12.4(1) - ニコニコ動画”. 2022年5月7日時点のオリジナルよりアーカイブ。2022年5月7日閲覧。
51. ↑  “今日の香港、明日の台湾、明後日の沖縄　太田文雄（元防衛庁情報本部長）20210512閲覧”. 2021年4月27日時点のオリジナルよりアーカイブ。2021年6月27日閲覧。
52. ↑  “存档副本”. 2021年5月26日時点のオリジナルよりアーカイブ。2021年6月27日閲覧。
53. ↑  “中国が侵攻なら台湾「戦う」　世論調査８割が回答　米国、ミサイルなど新たに武器売却へ （2/2ページ）-ZakZak 20210521閲覧”. 2021年3月2日時点のオリジナルよりアーカイブ。2021年6月27日閲覧。
54. ↑  “バイデン政権で失う、トランプが築いた「台湾国家承認」への道標　『ロバート・Ｄ・エルドリッヂ』 20210503閲覧”. 2021年5月3日時点のオリジナルよりアーカイブ。2021年6月27日閲覧。
55. ↑  “陳浩天被捕　警方稱涉參與暴動及襲警”. 852郵報. (2019年12月22日).  オリジナルの2019年12月23日時点におけるアーカイブ。 2019年12月22日閲覧。 {{cite news}}: 不明な引数|dead-url=は無視されます。（もしかして：|url-status=） (説明)⚠
56. ↑  “市民逼爆愛丁堡聲援維族人 憂港成新疆2.0”. 香港電台. (2019年12月22日).  オリジナルの2019年12月23日時点におけるアーカイブ。 2019年8月30日閲覧。 {{cite news}}: 不明な引数|dead-url=は無視されます。（もしかして：|url-status=） (説明)⚠
57. 1 2  “陳浩天無業　豪租愛巣金はどこから？”. 大公報 (2018年9月26日). 2020年8月27日時点のオリジナルよりアーカイブ。2020年8月27日閲覧。